# 東慶海運
東慶海運株式会社（とうけいかいうん）は、愛媛県今治市中堀に本社を置く日本の海運会社。

## 概要
1938年に長谷部義春が創業。戦後の1947年に木造の中古船を購入し三池炭鉱から大阪･名古屋へ石炭を運ぶなど当初は自ら船舶の運航を行っていた。1964年に初めて鉄鋼船を発注したのを機に会社を立ち上げた。
現在は、ばら積み船やコンテナ船などを所有し、海運会社に船舶を貸し出す船舶貸渡業を営んでいる。

## 沿革
- 1938年 - 長谷部義春が創業[3]。
- 1953年　- 長谷部安俊が事業継承。
- 1964年　- 「東慶海運株式会社」設立。
- 1965年 -　内航鋼船「東慶丸」竣工[3]。
- 1967年 - 近海船「瑞慶丸」（瑞穂産業との共有船）竣工[4]。
- 1969年 - 外航貨物船竣工。
- 1974年 - 外航324個積みコンテナ船「ASIAN PRINCESS」竣工。
- 1982年 - 日本郵船用船550個積コンテナ船竣工。
- 1997年 - 川崎汽船用船Panamaxばら積み船竣工
- 2001年 -　商船三井用船5900個積コンテナ船竣工。
- 2006年 - 日本郵船用船ケープサイズばら積み船竣工。
- 2008年 - 現社屋（今治市中堀）に移転。